# Jeu décisif
Ne doit pas être confondu avec Jeu décisif (téléfilm).
Un jeu décisif, également appelé tie-break en anglais ou bris d'égalité au Canada francophone (Québec et Nouveau-Brunswick), est un jeu au tennis — le jeu étant ici une subdivision d’une manche — qui est d’un type particulier, utilisé pour départager les joueurs à la fin d'une manche (subdivision d’une partie, aussi appelée set)

## Règles
Un jeu décisif se joue avec les règles de base. Le joueur (ou l'équipe) dont c'était le tour de servir au terme des douze jeux engage le premier point ; l'adversaire sert ensuite pour le deuxième et troisième point, chacun servant ensuite alternativement deux fois. Le premier joueur (ou première équipe) à atteindre 7 points remporte le set, à condition d'avoir au moins deux points d'écart (sinon le jeu se poursuit jusqu'à ce qu'il y ait deux points d'écart). Les joueurs doivent changer de côté tous les 6 points. Le jeu décisif compte pour un jeu pour le changement des balles, mais si le changement de balles doit intervenir au début d'un jeu décisif, il doit être repoussé jusqu'au second jeu de la manche suivante. Le joueur (ou l'équipe) qui a servi le premier point du jeu décisif doit relancer dans le premier jeu de la manche suivante.
Dans un jeu décisif joué à partir de 6 jeux partout, le score final du set est noté 7-6 (ou 6-7 selon que le joueur ait gagné ou non ce jeu décisif) . Parfois les points du jeu décisif sont affichés également, par exemple, 7-6 (10-8), pour un jeu décisif gagné 10 points à 8. Une autre façon de noter les points est de noter uniquement les points du perdant ; par exemple, 7-6 (8). De même 7-6 (3) signifie que le score du jeu décisif était de 7 points à 3.

## Histoire
- Le jeu décisif en 9 points est utilisé pour la première fois en janvier 1970, lors des Championnats professionnels intérieurs américains. Il se déroule à 6 jeux partout et le premier à cinq points gagne la manche. Lorsque les deux joueurs atteignent 4 points partout, c'est le dernier à avoir servi qui engage un cinquième point. C'est d'ailleurs la faiblesse de ce jeu décisif qui permet à un joueur n'ayant gagné aucun point sur service adverse de remporter la manche (ou le match). L'US Open 1970 devient le premier tournoi du Grand Chelem à adopter ce tie-break[1].

- Lors de l'été 1970, l'International Tennis Federation propose aux fédérations un système alternatif dit en 12 jeux, à 6 jeux partout donc, le premier joueur à remporter au moins sept points (avec deux points d'écart) emporte la manche. La Grande-Bretagne adopte ce système.

- En 1971, un système de jeu décisif à 8 jeux partout et joué en 12 points est proposé. Il est utilisé pour la première fois à l'occasion du Tournoi de Wimbledon 1971.

- À compter de 1975, il fait partie des règles optionnelles et se déroule, au choix, à 6 ou 8 jeux partout.

- En 1979, les règles du jeu décisif sont uniformisées à 6 jeux partout et 7 points dans tous les tournois, sauf dans la dernière manche pour l'Open d'Australie, Roland-Garros et Wimbledon. A cette époque, l'US Open était donc le seul tournoi du Grand Chelem à l'utiliser dans la dernière manche : de 1970 à 2010, 120 tie-break dans la 5e manche y ont été joués. Il a toutefois été utilisé dans la dernière manche à l'Open d'Australie en 1980, 1981 et 1982[2],[3],[4]. Il est de nouveau utilisé dans la dernière manche à l'Open d'Australie à partir de 2019, sous la forme d'un super jeu décisif en 10 points à 6 jeux partout. Il sera utilisé pour la première fois à Wimbledon dans la dernière manche à partir de 2019, sous la forme d'un jeu décisif normal mais à 12 jeux partout.

- En 1989, le jeu décisif fait son apparition en Coupe Davis pour les 4 premiers sets.

- En 2002, en double, un set particulier appelé super tie-break est disputé lorsque le score est de un set partout. La première équipe à remporter au moins dix points avec deux points d'écart gagne le match. Cette règle a été employée la première fois à l'Open 13 en 2002[5].

- En 2016 le jeu décisif dans la 5e manche est instauré en Coupe Davis[6].

- Aux Jeux olympiques, le tie-break dans la troisième manche (cinquième pour la finale homme) est appliqué à partir de 2016.

- Le super tie-break fait son apparition pour la première fois en simple, à 6 jeux partout dans le cinquième set à l'Open d'Australie 2019.

- Lors du tournoi de Wimbledon 2019, un tie-break doit être joué si le score atteint 12 jeux partout au cinquième set[7].

- Le terme de tie-break s'emploie également dans d'autres disciplines que le tennis, par exemple pour le système de départage aux échecs.

- En 2022, les 4 tournois du Grand Chelem adoptent conjointement la règle du jeu décisif en 10 points à 6 jeux partout lors du dernier set[8].

## Statistiques et jeu décisifs célèbres
- Le jeu décisif du troisième set de la finale 1976 de l'US Open remporté par Jimmy Connors  6-4, 3-6, 7-6(9), 6-4 contre Björn Borg, 11 points à 9 est le tournant du match. À noter que d'invention récente le changement de côté tous les six points n'est pas encore rentré dans les habitudes et seul un ramasseur de balles s'aperçoit que ce changement est nécessaire à 9-9  alors que ni l'arbitre ni les joueurs ne s'en sont rendu compte.

- Un des jeux décisifs les plus célèbres de l'histoire a lieu lors de la finale du Tournoi de Wimbledon 1980. Au 4e set, alors que Björn Borg mène deux manches à une contre John McEnroe, un jeu décisif d'anthologie les oppose, McEnroe l'emporte 18-16 à sa 7e balle de set, non sans avoir sauvé 5 balles de match. Borg remporte la 5e manche (8-6). Le film Borg McEnroe relate l'histoire de cette finale et les jours précédents.

- Le second plus long jeu décisif en finale de Grand Chelem oppose Roger Federer à Andy Murray à l'Open d'Australie 2010, après 5 balles de sets sauvées Roger Federer remporte le titre 13 à 11 à sa 3e balle de match.

- Dans la finale du Tournoi de Wimbledon 1982, John McEnroe aurait pu remporter le titre s'il avait gagné le jeu décisif du 4e set face à Jimmy Connors  (3-6, 6-3, 6-7, 7-6, 6-4) comme Roger Federer à l'US Open 2009 face à Juan Martín del Potro (3-6, 7-6, 4-6, 7-6, 6-2)

- Finales de tournois du Grand Chelem conclues sur un jeu décisif dans le cinquième set : Wimbledon 2019, US Open 2020, Roland-Garros 2025.

- Une demi-finale de l'US Open s'est conclue par un jeu décisif : l'US Open 1980 voit John McEnroe triompher  6-4, 5-7, 0-6, 6-3, 7-6 de son compatriote Jimmy Connors.

- À Wimbledon en 1991, Stefan Edberg, tenant du titre et finaliste dans les trois dernières éditions, s'incline en demi-finale face à Michael Stich, après avoir remporté la première manche. Il perd les trois suivantes au jeu décisif 4-6, 7-6(5), 7-6(5), 7-6(2), et il perd le match sans perdre son service, alors que Stich s'est fait breaker dans la première manche. Hasard, Jimmy Van Alen l'inventeur du premier jeu décisif, est mort ce jour-là.

- À Wimbledon en juin 2010, l'absence de jeu décisif au 5e set a provoqué le match le plus long de l'histoire du tennis, qualifié de « sans fin » entre John Isner et Nicolas Mahut, au cours duquel le 5e set s'est terminé à 70-68 pour John Isner et a duré 11 heures et 8 minutes, s'étalant sur trois jours[9].

## Records
- Fait unique sur le circuit ATP, Jan Siemerink a remporté un tie-break en remontant de 0-6 à 10-8 contre Richard Krajicek à l'US Open 1994. Il perd néanmoins le match 6-7, 4-6, 7-6, 7-6(8), 4-6.
- Fait unique sur le circuit ATP, Martin Lee n'a laissé aucun point dans les deux tie-break des deux sets du match qui l'opposait à Sjeng Schalken lors du tournoi de Rotterdam 2002, 7-6(0), 7-6(0).
- Le plus long tie break en double : Jan Gunnarsson / Michael Mortensen battent John Frawley / Víctor Pecci 6-3, 6-4, 3-6, 7-6(26-24) Wimbledon 1985
- Le plus long tie break en double mixte :  Mareen Louie-Harper / Andy Lucchesi battent Diane Desfor / Horace Reid 6-2, 6-7, 7-6(18-16) US Open 1978
- Le plus long tie break dans le 3e set (match en 3 sets) : Goran Ivanišević bat Greg Rusedski 4-6, 6-4, 7-6(20-18) Queens 1997
- Le plus long tie break dans un set décisif en doubles : David Dowlen / Nduka Odizor battent Tim Gullikson / Tom Gullikson 7-5, 6-7, 7-6(19-17) Boca West 1984
- Le plus long super tie break : Albert Montañés / Rubén Ramírez Hidalgo battent Simon Aspelin / František Čermák 7-6, 1-6, [23-21] Estoril 2007
- Le plus de tie break joués dans une carrière : 801 - Ivo Karlović, suivi de 797 - John Isner (à la date du 15 juillet 2022)
- Le plus de tie break joués dans un tournoi : 11 - Goran Ivanišević (Wimbledon 1998)
- Le plus de tie break gagnés dans une carrière : 493 - John Isner (à la date du 30 août 2022)
- Le plus de tie break gagnés consécutivement : 18 - Andy Roddick (2007 arrêté par Richard Gasquet)
- Le plus de tie break perdus consécutivement : 15 (de 2012 à 2013) Robin Haase
- Le plus de tie break gagnés dans le 5e set : 4 - Marat Safin
- Le plus de tie break gagnés dans un tournoi : 8 - Goran Ivanišević (Wimbledon 1998), Wayne Arthurs (Wimbledon 1999), Novak Djokovic (Wimbledon 2007)
- Le plus de tie break gagnés dans le set décisif : 35 - John Isner
- Le plus de tie break gagnés sur une année : 38 - Michael Stich (1993)
- Le plus de tie break gagnés dans le set décisif consécutivement : 17 - Carlos Moyà (2002-2008)
- Le plus de match gagnés consécutivement au tie break dans le set décisif : 5 - John Isner (Washington 2007)
- Le plus de sets gagnés au tie break consécutivement en Grand chelem : Tomáš Berdych (Open d'Australie 2012), Albert Montañés (Roland Garros 2008), Wayne Arthurs (Wimbledon 1999), Goran Ivanišević  (Wimbledon 1998)

## Les plus longs tie-breaks
Le plus long tie-break a eu lieu en 2022 entre Reilly Opelka et John Isner, au tournoi de Dallas en 2022, où Opelka s'impose dans la dernière manche 622-7, ce qui constitue le record depuis 1990 soit la création de l'ATP.
Le score de 20 points à 18 a également été réalisé à sept reprises :
- 2017 - Andy Murray bat Philipp Kohlschreiber  64-7, 7-618, 6-1 en quart de finale à Dubaï (7 balles de matchs sauvées).
- 2007 - Andy Roddick bat Jo-Wilfried Tsonga 618-7, 7-62, 6-3, 6-3 au 1er tour de l'Open d'Australie.
- 2006 - José Acasuso bat Björn Phau 7-5, 7-618 1er tour de Toronto.
- 2004 - Roger Federer bat Marat Safin 6-3, 7-618 en demi-finale du Masters à Houston.
- 1997 - Goran Ivanišević bat Greg Rusedski 4-6, 6-4, 7-618 en demi-finale du Queen's.
- 1993 - Goran Ivanišević bat Daniel Nestor 6-4, 7-65, 7-618 1er tour de l'US Open
- 1973 - Björn Borg bat Premjit Lall 6-3, 6-4, 9-818 1er tour de Wimbledon.

Au premier tour des qualifications à Copenhague en 1992, Aki Rahunen bat Peter Nyborg 7-622, 2-6, 6-3.
En finale du tournoi Future d'Aktobe, au Kazakhstan, en janvier 2016, Evgeny Tyurnev bat Danilo Petrović 7-623, 6-3 .
Au dernier tour des qualifications de tournoi Future de Plantation en 2013, Benjamin Balleret bat Guillaume Couillard 7-634, 6-1.
En double, à Wimbledon 1985, Michael Mortensen et Jan Gunnarsson battent John Frawley et Víctor Pecci 6-4, 6-4, 3-6, 7-624.
En Coupe Davis, le plus long tie-break est joué en double, remporté par la paire allemande Kevin Krawietz et Andreas Mies face à la paire argentine Máximo González et Leonardo Mayer : 64-7, 7-62, 7-618 en 2019.

## Matchs avec quatre tie-breaks
Il n'y a pas encore eu un seul match joué en cinq tie-breaks, ce qui n'était d'ailleurs possible qu'à l'US Open (avec un tie-break normal à 6-6 au cinquième set) avant un changement de règles en 2019, à l'Open d'Australie (avec un super tie-break en 10 points à 6-6 au cinquième set), à Wimbledon (avec un tie-break normal à 12-12 au cinquième set) et en 2022 avec le jeu décisif en 10 points à 6-6 au cinquième set pour tous les tournois de Grand Chelem. Cela a également été possible en Coupe Davis entre 2016 et 2018. En deux occasions un match en cinq tie-breaks aurait pu se produire si la compétition en question avait appliqué la règle du tie-break au cinquième set : en 2009 en Coupe Davis et en 2017 à Wimbledon.
L'astérisque en bout de ligne signifie dans les matchs joués en cinq sets que le joueur vainqueur a gagné trois des quatre tie break à lui seul.

### Cinq sets
- 2020 - Nick Kyrgios bat Karen Khachanov 6-2, 7-65, 6-76, 6-77, 7-68 à l'Open d'Australie
- 2017 - Aljaz Bedene bat Ivo Karlović 6-75, 7-66, 6-77, 7-67, 8-6 à Wimbledon
- 2016 - Feliciano López bat Guido Pella 7-62, 6-74, 7-63, 6-78, 6-4 à l'Open d'Australie
- 2011 - Paul Capdeville bat John Isner 6-75, 6-72, 7-63, 7-65, 6-4 en Coupe Davis
- 2009 - Radek Štěpánek bat Ivo Karlović 6-75, 7-65, 7-66, 6-72, 16-14 en Coupe Davis
- 2002 - Richard Krajicek bat Mark Philippoussis 6-72, 7-64, 6-71, 7-65, 6-4 à Wimbledon
- 1993 - Richard Fromberg bat Markus Zoecke 7-63, 6-75, 7-63, 6-79, 6-3 à l'Open d'Australie
- 1991 - Jacco Eltingh bat Richard Vogel 7-61, 6-76, 7-65, 6-77, 6-3 à Wimbledon
- 1989 - Ivan Lendl bat Jakob Hlasek 7-65, 1-6, 7-64, 6-70, 7-65 à Dallas *
- 1986 - Tom Gullikson bat Greg Holmes 7-61, 7-62, 6-78, 0-6, 7-66 à l'US Open *
- 1983 - Johan Kriek bat Roscoe Tanner 6-75, 3-6, 7-64, 7-63, 7-62 à l'US Open *
- 1971 - Stanley Matthews bat D.Richard Russell 6-7, 6-7, 7-6, 7-6, 6-3 à l'US Open
- 1971 - Clark Graebner bat Frank Froehling 6-7, 6-7, 7-6, 7-6, 6-3 à Merion (Philadelphie)

Matchs de Coupe Davis hors groupe mondial
- 2010 - Jarkko Nieminen bat Michał Przysiężny 6-75, 7-64, 6-75, 7-67, 6-4 en Coupe Davis
- 2003 - Victor Hănescu bat Giovanni Lapentti 7-63, 6-75, 7-65, 6-71, 6-4 en Coupe Davis (barrage)
- 2003 - Kim Young-jun bat Aisam-Ul-Haq Qureshi 6-74, 7-65, 6-72, 7-65, 6-4 en Coupe Davis

### Quatre sets
- 2023 - Laslo Djere bat Maxime Cressy 6-75, 7-63, 7-68, 7-67 à Wimbledon (1er tour)
- 2022 - Félix Auger-Aliassime bat Alejandro Davidovich Fokina 7-64, 6-74, 7-65, 7-64 à l'Open d'Australie (2e tour)
- 2020 - John Isner bat Thiago Monteiro 6-75, 7-64, 7-67, 7-65 à l'Open d'Australie (1er tour)
- 2019 - Milos Raonic bat Stanislas Wawrinka 6-74, 7-66, 7-611, 7-65 à l'Open d'Australie (2e tour)
- 2019 - Ivo Karlović bat Hubert Hurkacz 6-75, 7-65, 7-63, 7-65 à l'Open d'Australie (1er tour)
- 2019 - Reilly Opelka bat John Isner 7-64, 7-66, 6-74, 7-65 à l'Open d'Australie (1er tour)
- 2016 - Gilles Müller bat Fabio Fognini 7-66, 7-67, 6-75, 7-61 à l'Open d'Australie
- 2016 - Simone Bolelli bat Brian Baker 7-66, 7-63, 6-72, 7-65 à l'Open d'Australie
- 2002 - Wayne Arthurs bat Taylor Dent 7-62, 7-63, 6-74, 7-65 à Wimbledon (aucune balle de break convertie)
- 2001 - Pete Sampras bat Andre Agassi 6-77, 7-62, 7-62, 7-65 à l'US Open (aucune balle de break convertie)
- 2001 - Marat Safin bat Ivan Ljubičić 7-65, 6-72, 7-65, 7-65 à l'US Open
- 2001 - Wayne Arthurs bat Nicolas Coutelot 7-65, 6-75, 7-65, 7-64 à Roland-Garros
- 2000 - Max Mirnyi bat Antony Dupuis 6-73, 7-66, 7-65, 7-65 à l'Open d'Australie
- 1999 - Wayne Arthurs bat Vincenzo Santopadre 7-67, 6-75, 7-610, 7-64 à Wimbledon (aucune balle de break convertie)
- 1991 - Derrick Rostagno bat Jakob Hlasek 6-72, 7-63, 7-62, 7-64 à l'US Open
- 1980 - Paul McNamee bat John McEnroe 7-66, 6-74, 7-64, 7-62 à Roland Garros

Matchs de Coupe Davis hors groupe mondial
- 2000 - Harel Levy bat Ivaylo Traykov 6-75, 7-68, 7-63, 7-66 en Coupe Davis *

### 7-5 ou plus dans tous les sets
- 2007 - Novak Djokovic bat Radek Štěpánek 6-74, 7-65, 5-7, 7-5, 7-62 à l'US Open
- 2004 - Guillermo Cañas bat Tim Henman 6-75, 5-7, 7-63, 7-5, 9-7 à l'Open d’Australie
- 1995 - Sláva Doseděl bat Olivier Mutis 6-76, 7-5, 5-7, 7-64, 8-6 à Roland-Garros
- 1994 - Boris Becker bat Andreï Medvedev 6-75, 7-5, 7-63, 6-73, 7-5 à Wimbledon
- 1988 - Ivan Lendl bat Mark Woodforde 7-5, 6-7, 6-7, 7-5, 10-8 à Wimbledon
- 1984 - Ievgueni Kafelnikov bat Laurence Tieleman 7-5, 6-7, 7-5, 6-7, 11-9 à Wimbledon
- 1979 - John Lloyd bat Paul McNamee 5-7, 6-7, 7-5, 7-6, 7-6 à l'US Open

### 7-6 ou plus dans tous les sets
- 2017 - Aljaz Bedene bat Ivo Karlović 6-75, 7-66, 6-77, 7-67, 8-6 à Wimbledon
- 2009 - Radek Štěpánek bat Ivo Karlović 6-75, 7-65, 7-66, 6-72, 16-14 en Coupe Davis

## Finales avec tie break dans le5eset
- 1982 - Hambourg, José Higueras bat Peter McNamara, 4-6, 6-7, 7-6, 6-3, 7-6(?)
- 1988 - New-York (Masters), Boris Becker bat Ivan Lendl, 5-7, 7-65, 3-6, 6-2, 7-65
- 1991 - Indian Wells, Jim Courier bat Guy Forget, 4-6, 6-3, 4-6, 6-3, 7-64
- 2000 - Hambourg, Gustavo Kuerten bat Marat Safin, 6-4, 5-7, 6-4, 5-7, 7-63
- 2000 - Paris (Masters 1000), Marat Safin bat Mark Philippoussis, 3-6, 7-67, 6-4, 3-6, 7-68
- 2005 - Rome, Rafael Nadal bat Guillermo Coria, 6-4, 3-6, 6-3, 4-6, 7-66
- 2005 - Madrid, Rafael Nadal bat Ivan Ljubičić, 3-6, 2-6, 6-3, 6-4, 7-63
- 2005 - Shanghai (Masters), David Nalbandian bat Roger Federer, 6-74, 6-711, 6-2, 6-1, 7-63
- 2006 - Rome, Rafael Nadal bat Roger Federer, 6-7, 7-65, 6-4, 2-6, 7-65
- 2019 - Wimbledon, Novak Djokovic bat Roger Federer, 7-65, 1-6, 7-64, 4-6, 13-123
- 2020 - US Open, Dominic Thiem bat Alexander Zverev, 2-6, 4-6, 6-4, 6-3, 7-66
- 2025 - Roland-Garros, Carlos Alcaraz bat Jannik Sinner, 4-6, 64-7, 6-4, 7-63, 7-6, 7-62

## Finales avec tie break dans tous les sets
- 1985 - Los Angeles, Paul Annacone bat Stefan Edberg 7-65, 6-78, 7-64
- 1997 - Halle, Ievgueni Kafelnikov bat Petr Korda 7-62, 6-75, 7-67
- 2012 - Chennai, Milos Raonic bat Janko Tipsarević 6-74, 7-64, 7-64
- 2013 - Atlanta, John Isner bat Kevin Anderson 6-73, 7-62, 7-62
- 2014 - Queen's, Grigor Dimitrov bat Feliciano López 6-78, 7-61, 7-66
- 2016 - Newport, Ivo Karlović bat Gilles Müller 6-72, 7-65, 7-612

## En Masters 1000
Il y a eu 16 finales jouées au tie break du dernier set dans les tournois classés Masters 1000 (9 par an depuis 1990).

11 sur des matchs en 2 sets gagnants (Novak Djokovic en a remporté 5) et 5 en 3 sets gagnants (Rafael Nadal en a remporté 3).